# Rachel Zuntz

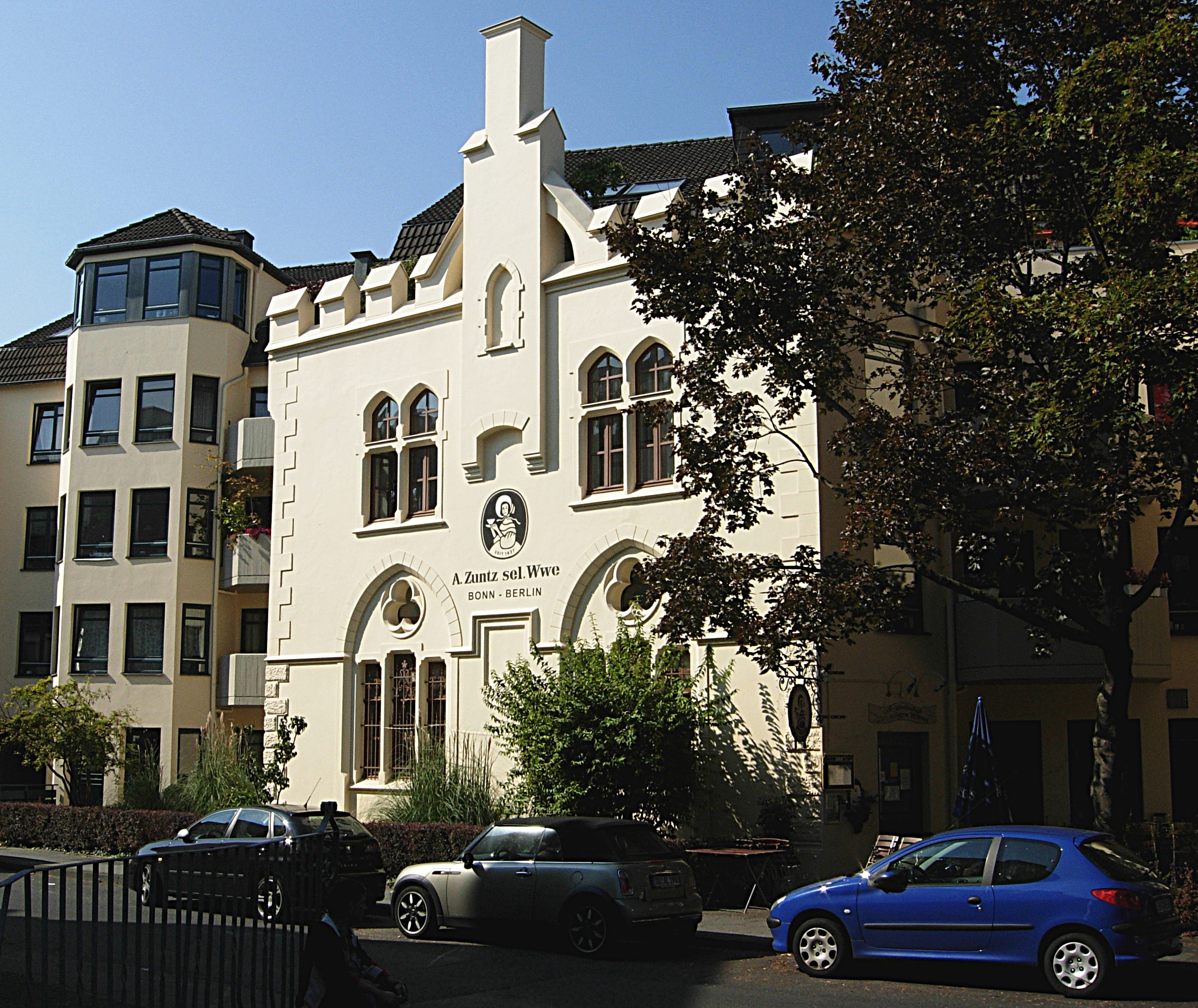
Fassade der Kaffeerösterei Zuntz in Bonn

Rachel Zuntz, geborene Hess, auch Rechle Zuntz, (* 1787 in Bonn; † 21. Januar 1874 ebenda) gründete 1837 mit ihrem Sohn Leopold Zuntz das Kaffeeunternehmen A. Zuntz sel. Wwe., das von Bonn aus deutschlandweit und nach Belgien expandierte und Hoflieferant des deutschen Kaisers war. Sie war jüdischer Geburt und  orthodoxe Jüdin.

## Leben
Rachel Zuntz war die Tochter des aus Mannheim stammenden, an der Bonner Judengasse seit 1787 tätigen jüdischen Kaffee- und Kolonialwarenhändlers Nathan David Hess (1756–1837) und dessen Ehefrau Schewa geborene Wetzlar (1756–1840). Sie wuchs in Bonn auf. Aus der 1813 mit ihrem Cousin, dem in Frankfurt lebenden Amschel (Ascher) Herz Zuntz (1778–1814), geschlossenen Ehe entstammt der gemeinsame Sohn Leopold Zuntz, mit dem sie 1817 nach Bonn zurückkehrte. Nach dem Tode ihres Vaters Nathan Hess übernahm sie 1837 durch ihren Erbanteil das väterliche Geschäft und gründete im gleichen Jahr mit ihrem Sohn Leopold Zuntz die Firma A. Zuntz seel. Wb., später A. Zuntz sel. Wwe.
Ihre Ruhestätte befindet sich auf dem jüdischen Friedhof in Schwarzrheindorf.